# HIV/AIDS na República Democrática do Congo

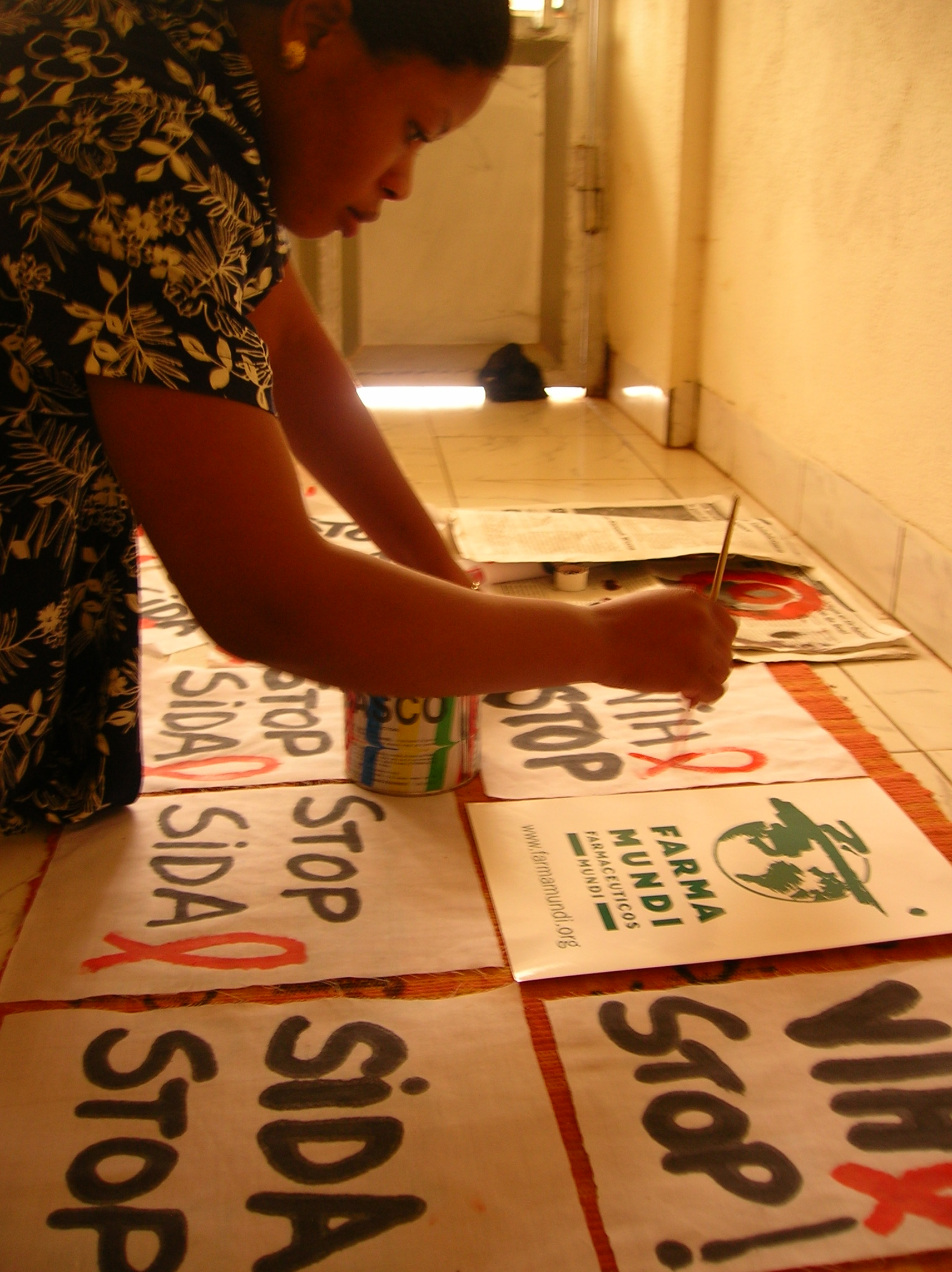
Campanha contra o HIV/AIDS em Butembo.

A República Democrática do Congo (RDC) foi um dos primeiros países africanos a reconhecer o HIV, registrando casos de infecção por HIV entre pacientes hospitalizados já em 1983.

## Conceitos básicos
Infecção pelo vírus da imunodeficiência humana e síndrome da imunodeficiência adquirida (HIV/AIDS) é um espectro de doenças do sistema imunológico humano causado pela infecção pelo vírus da imunodeficiência humana (HIV). Conforme a infecção progride, ela interfere cada vez mais no sistema imunológico, tornando a pessoa muito mais suscetível a infecções comuns como tuberculose, bem como infecções oportunistas e tumores que normalmente não afetam pessoas com sistema imunológico funcional. Os sintomas tardios da infecção são conhecidos como AIDS. Essa fase costuma ser complicada por uma infecção pulmonar conhecida como pneumonia por Pneumocystis, caquexia (perda de peso grave), um tipo de câncer chamado sarcoma de Kaposi ou outras condições definidoras de AIDS.
Estudos de filogenia molecular indicam que o HIV se originou na África centro-oeste no final do século XIX ou início do século XX. A AIDS foi reconhecida pela primeira vez pelo Centro de Controle e Prevenção de Doenças dos Estados Unidos (CDC) em 1981, e sua causa – a infecção pelo HIV – foi identificada no início da década. Desde sua descoberta, a AIDS causou um número estimado de 36 milhões de mortes em todo o mundo (até 2012). Em 2012, aproximadamente 35,3 milhões de pessoas viviam com HIV globalmente.
Uma equipe da Universidade de Oxford, no Reino Unido, e da Universidade Católica de Leuven, na Bélgica, tentou reconstruir a “árvore genealógica” do HIV e descobrir de onde vieram seus ancestrais mais antigos. O estudo de 2014 indicou que a pandemia de HIV/AIDS se originou na República Democrática do Congo em decorrência de circunstâncias sociais e da migração de trabalhadores.

## Prevalência
No final de 2001, o Programa Conjunto das Nações Unidas sobre HIV/AIDS (UNAIDS) estimou que 1,3 milhão de congoleses (adultos e crianças) viviam com HIV/AIDS, resultando em uma prevalência geral de 4,9%. Acima do limiar de 5%, a epidemia do país é considerada “alta” ou firmemente estabelecida na população geral. No final de 2003, a UNAIDS estimou que 1,1 milhão de pessoas viviam com HIV/AIDS, com uma prevalência geral de HIV de 4,2% entre adultos.
A principal via de transmissão do HIV ocorre por atividade heterossexual, relacionada a 87% dos casos. Os grupos etários mais afetados são mulheres de 20 a 29 anos e homens de 30 a 39 anos. A expectativa de vida na RDC caiu 9% na década de 1990 em decorrência do HIV/AIDS.
Segundo a UNAIDS, diversos fatores alimentam a disseminação do HIV na RDC, incluindo o movimento de grande número de refugiados e soldados, escassez e alto custo de transfusões de sangue seguras em áreas rurais, falta de aconselhamento, poucos locais de testagem de HIV, níveis elevados de infecções sexualmente transmissíveis não tratadas entre trabalhadoras sexuais e seus clientes, e baixa disponibilidade de preservativos fora de Kinshasa e de uma ou duas capitais provinciais. Com o iminente fim das hostilidades e a formação de um governo transitório, os movimentos populacionais associados ao aumento da estabilidade e à revitalização econômica agravarão a propagação do HIV, agora localizada em áreas mais diretamente afetadas pela presença de tropas e populações deslocadas pela guerra. Guerras consecutivas tornaram quase impossível a realização de atividades eficazes e sustentáveis de prevenção do HIV/AIDS. Além disso, a taxa de coinfecção HIV-tuberculose varia de 30 a 50%.
O número de mulheres congolesas vivendo com HIV/AIDS está aumentando. Estimativas da UNAIDS indicam que, no final de 2001, mais de 60% (670.000) dos 1,1 milhão de adultos de 15 a 49 anos vivendo com HIV/AIDS eram mulheres. As taxas de infecção entre gestantes testadas em 1999 nas principais áreas urbanas variaram de 2,7 a 5,4%. Fora das grandes áreas urbanas, 8,5% das gestantes testadas em 1999 estavam soropositivas para HIV.
Entre 1985 e 1997, as taxas de infecção entre trabalhadoras sexuais em Kinshasa variaram de 27 a 38%. Mais da metade (58%) da população total é menor de 15 anos. A epidemia de HIV/AIDS teve um impacto desproporcional em crianças, causando altas taxas de morbidade e mortalidade entre crianças infectadas e deixando muitos outros orfãos. Cerca de 30 a 40% dos recém-nascidos de mães soropositivas para HIV serão infectados pelo vírus. Segundo a UNAIDS, no final de 2001 cerca de 170.000 crianças com menos de 15 anos viviam com HIV/AIDS, e 927.000 crianças haviam perdido um ou ambos os pais para a doença.
Em 2003 e 2004, uma pesquisa nacional de vigilância do HIV realizada em conjunto pelos Centro de Controle e Prevenção de Doenças dos EUA (CDC) e pelo Programa Nacional de Controle da AIDS entre gestantes revelou um aumento das taxas de prevalência do HIV em áreas rurais e urbanas altamente afetadas por guerras consecutivas, por exemplo, em Lodja (6,6%) e em Kisangani (6,6%).
Em 2007, o primeiro Inquérito Demográfico e de Saúde (DHS), um estudo amplo e estatisticamente representativo com 9.000 pessoas, encontrou uma prevalência de 1,3% – 0,9% em homens e 1,6% em mulheres.

## Dinâmica

### Prostituição
UNAIDS relatou em 2016 que havia uma prevalência de HIV de 5,7% entre trabalhadoras sexuais, em comparação com 0,7% na população geral. Há relutância em usar preservativos entre os clientes de trabalhadoras sexuais, que chegam a pagar o dobro do preço por sexo sem proteção. A Médecins Sans Frontières distribui preservativos para trabalhadoras sexuais e incentiva seu uso.

## Resposta nacional
A RDC está se recuperando de anos de conflito civil. Em 2003, ex-combatentes assinaram acordos de paz, e tropas estrangeiras deixaram o país. As eleições nacionais estavam agendadas para 2005. Apesar de indicadores de saúde precários e pobreza generalizada — que levaram à classificação da RDC em 2004 como um dos 10 países mais pobres do mundo — a RDC foi um dos primeiros países da África a reconhecer e enfrentar o HIV/AIDS como uma epidemia e um dos poucos em que a taxa de infecção por HIV permaneceu relativamente estável.
O governo interino da RDC tem demonstrado interesse crescente em expandir os serviços de HIV/AIDS e melhorar a qualidade dos serviços, mas carece da infraestrutura e dos recursos necessários. Portanto, as atividades relacionadas ao HIV/AIDS foram recentemente retomadas, porém de forma limitada. De acordo com o quadro estratégico nacional de HIV/AIDS (1999–2008), o governo da RDC privilegia atividades de prevenção, cuidado e advocacia que enfatizem a participação comunitária, os direitos humanos e a ética, bem como as necessidades das pessoas que vivem com HIV/AIDS. Para implementar essa estratégia em todo o país, o governo da RDC busca a participação de todos os parceiros de desenvolvimento, incluindo o setor privado, organizações de base religiosa e organizações não governamentais (ONGs).
A migração interna, a pobreza endêmica, comportamentos de risco generalizados, infecções sexualmente transmissíveis e a falta de um abastecimento de sangue seguro são alguns dos desafios para conter o HIV/AIDS na RDC.
O Programa Nacional de Controle da AIDS, presidido pelo Ministro da Saúde, foi estabelecido no início da década de 1990. Recentemente, com apoio considerável do Banco Mundial, a RDC está estabelecendo um programa nacional de controle multissetorial chamado Programme National Multisectorial de Lutte contre le SIDA. Ele está vinculado ao Gabinete do Presidente e atuará como unidade central de planejamento, coordenação, monitoramento e avaliação de todas as atividades de HIV/AIDS/IST no país. Outra oportunidade importante oferecida à RDC é o financiamento do Fundo Global de Combate à AIDS, Tuberculose e Malária.